# Сайка (рыба)
Са́йка, или полярная тресо́чка (лат. Boreogadus saida), — холодноводная, арктическая, криопелагическая рыба семейства тресковых (Gadidae) отряда трескообразных (Gadiformes). Единственный вид в роде саек (Boreogadus).

## Описание
Максимальная длина тела 40 см, обычно — 25 см, максимальная продолжительность жизни — 7 лет. Тело сильно утончающееся к хвосту. Хвостовой плавник с глубокой выемкой. Голова большая, нижняя челюсть чуть выдаётся вперёд, усик на подбородке маленький. Глаза большие, диаметром больше высоты хвостового стебля. Верх головы и спина серовато-коричневые; бока и брюхо серебристо-серые.

## Распространение
Распространена сайка циркумполярно по всей акватории Северного Ледовитого океана, встречается как у берегов, так и в отдалении от них, обычно под плавучими льдами и в разводьях. Заходит севернее любого другого вида — до 85° с. ш. Обнаружена в солоноватых лагунах и устьях рек.

## Биология
Живёт в поверхностных морских водах, опреснённых подтаивающими льдами, при близкой к 0 °C или отрицательной температуре. На глубину ниже 700—900 м опускается редко. Низкие температуры переносит благодаря наличию в крови естественного антифриза — гликопротеина AFGP, препятствующего замерзанию.
Осенью сайка собирается в большие стаи, нередко подходит к берегам, образуя массовые скопления в прибрежных водах и в устьях рек. Нерест происходит с октября по март, икра плавучая, пелагическая. Плодовитость 6—70 тыс. икринок.
Половозрелой сайка становится в возрасте 3—4 лет, достигнув длины 19—20 см.
Питается сайка фито— и зоопланктоном, рачками, главным образом эвфаузиевыми, молодью рыб.

## Хозяйственное значение
Сайка — основная пища многих арктических млекопитающих (нарвала, белухи, тюленей), птиц, рыб. Промышлять её стали лишь в последние годы в Белом море и в юго-восточной части Баренцева моря; вкусовые качества невысоки.